# Gustav Schultz
Gustav Theodor August Otto Schultz  (* 15. Dezember 1851 auf Schloss Finckenstein; † 21. April 1928 in München) war ein deutscher Chemiker (Organische Chemie, Farbstoffchemie).
Schultz studierte ab 1870 Chemie an der Universität Königsberg und wurde dort 1874 bei Carl Graebe promoviert (Über die Derivate des Diphenyls). Von 1875 bis 1877 war er Privatassistent von August von Kekulé an der Universität Bonn und befreundete sich dort mit Richard Anschütz, mit dem er über Phenanthren zusammenarbeitete. 1877 wurde er Privatdozent an der Universität Straßburg und war dort Unterrichtsassistent von Rudolph Fittig.
Auf Grund seines Gutachtens kaufte die 1873 gegründete Agfa das Patent für den  Direktfarbstoff Kongorot von Paul Böttiger, der das zuvor vergeblich unter anderem seinem ehemaligen Arbeitgeber Bayer angeboten hatte. Dies wurde für Agfa ein so großer Erfolg, dass es später Bayer und andere Farbstoffproduzenten in Schwierigkeiten brachte und zur Bildung eines Kartells, des Vorläufers der IG Farben führte.
Schultz war kurze Zeit Direktor der Fabrik des Farbstoffherstellers Sandoz in Basel, habilitierte sich 1885 an der TH München und wurde dort 1886 Professor für chemische Technologie. 1923 wurde er Geheimer Regierungsrat und 1926 aus Gesundheitsgründen emeritiert. Unter seinem Ordinariat wurde das Chemisch-Technische Institut ab 1910 neu gebaut.
Als Experte für Farbstoffe veröffentlichte er das damalige Standardwerk, die Farbstofftabellen, mit Beschreibungen von über 1400 organischen Farbstoffen.
Am 13. April 1891 wurde er Mitglied der Leopoldina. Er war im Aufsichtsrat mehrerer Chemieunternehmen in Bayern.
Er ist nicht mit dem Ökonomierat Gustav Schultz in Soest zu verwechseln, der Anfang des 20. Jahrhunderts über Acker-Unkräuter veröffentlichte.

## Schriften
- Die Chemie des Steinkohlentheers: mit besonderer Berücksichtigung der künstlichen organischen Farbstoffe, Erster Band. Die Rohstoffe. 2. Auflage, Vieweg, Braunschweig 1886 Archive, 3. Auflage, Vieweg, Braunschweig 1900 Archive
- Die Chemie des Steinkohlentheers: mit besonderer Berücksichtigung der künstlichen organischen Farbstoffe, Zweiter Band. Die Farbstoffe. 2. Auflage, Vieweg, Braunschweig 1887–1890 Archive, 3. Auflage, Vieweg, Braunschweig 1901 Archive
- mit Paul Julius: Tabellarische Übersicht der im Handel befindlichen künstlichen organischen Farbstoffe. Berlin 1888, 3. Auflage, Berlin 1897 (Archive)
  - englische Ausgabe: Arthur G. Green: A systematic survey of the organic colouring matters. Macmillan, 2. Auflage, London 1908 Archive
- mit Karl Heumann, Paul Friedlaender: Die Anilinfarben und ihre Produktion. Vieweg 1888 bis 1906
- Farbstofftabellen, Berlin: Weidmann 1914, Leipzig: Akademische Verlagsgesellschaft, 7. Auflage mit Ludwig Lehmann 1931/32 (mit Ergänzungsbänden)
- Kurzes Lehrbuch der chemischen Technologie. Stuttgart 1922

Er war auch an Neuauflagen des Lehrbuchs der Organischen Chemie von August von Kekulé beteiligt.